# 哈韦亚
哈韦亚，是西班牙巴伦西亚自治区阿利坎特省的一个市镇。总面积69km2，总人口18753人（2001年），人口密度272人/km2。